# Epterode
Epterode is een deel van de Duitse gemeente Großalmerode. Epterode telde in 2007 439 inwoners. De plaats behoort tot Großalmerode sinds 1970.
Epterode · Laudenbach · Rommerode · Trubenhausen · Uengsterode · Weißenbach